# مدينة الزمرد في أوز
مدينة الزمرد في أوز (بالإنجليزية: The Emerald City of Oz)‏ هو سادس كتب ليمان فرانك بوم من سلسلة كتب أوز. تم اقتباسه أيضا إلى فيلم رسوم متحركة كندي في عام 1987م. ونشر في 20 تموز 1910م، ويروي قصة دوروثي غيل وعمها هنري وعمتها إم الذين قدموا ليعيشوا في أوز. يتجول الفريق في منطقة كوادلينغ، وفي نفس الوقت فإن ملك النومي ويجمع الحلفاء لغزو أوز. وهذه هي المرة الأولى في سلسلة أوز التي يستخدم فيها بوم حبكات مزدوجة لكتاب واحد.
كان بوم يخطط للتوقف عن كتابة قصص أوز في هذا الكتاب، ولكن الضغوط المالية دفعته لكتابة قصة الفتاة المرقعة من أوز، مع سبعة كتب أخرى.
تم إهداء الكتاب إلى «صاحبة السمو الملكي سينثيا الثانية من سيراكوز» – وهي في الواقع ابنة الأخ الأصغر للكاتب، هنري كلاي «هاري» بوم، والتي ولدت في العام السابق، 1909م.

## روابط خارجية
- مدينة الزمرد في أوز على موقع الموسوعة البريطانية (الإنجليزية)